# میمون‌صفت (فیلم)
تقلیدگر (به انگلیسی: Copycat) یا کپی‌کت فیلمی محصول سال ۱۹۹۵ و به کارگردانی جان امیل است. در این فیلم بازیگرانی همچون سیگورنی ویور، هالی هانتر، درموت مالرونی، ویلیام مک‌نامارا، ویل پاتون، جان روثمن، جی.ئی. فریمن، هری کانیک جونیور و جان موریس ایفای نقش کرده‌اند.
کپی‌کت در معنا یک عمل مجرمانه است که از یک جرم قبلی الگو یا الهام گرفته شده‌است.